# Now What?!
Now What?! je devatenácté studiové album britské hardrockové skupiny Deep Purple, vydané 26. dubna 2013. Album produkoval Bob Ezrin a jde o první studiovou desku skupiny od roku 2005, kdy vyšlo Rapture of the Deep. Skladby „Hell to Pay“ a „All the Time in the World“ vyšly koncem března 2013 jako singly.

## Seznam skladeb
| Pořadí | Název                                  | Délka |
| ------ | -------------------------------------- | ----- |
| 1.     | A Simple Song                          | 4:39  |
| 2.     | Weirdistan                             | 5:40  |
| 3.     | Out of Hand                            | 6:09  |
| 4.     | Hell to Pay                            | 5:10  |
| 5.     | Body Line                              | 4:26  |
| 6.     | Above and Beyond                       | 5:30  |
| 7.     | Blood from a Stone                     | 5:18  |
| 8.     | Uncommon Man                           | 7:02  |
| 9.     | Après Vous                             | 5:24  |
| 10.    | All the Time in the World              | 4:21  |
| 11.    | Vincent Price                          | 4:46  |
| 12.    | It'll Be Me (bonus na speciální verzi) | 3:02  |

## Obsazení
- Ian Gillan – zpěv
- Steve Morse – kytara
- Roger Glover – baskytara
- Don Airey – klávesy
- Ian Paice – bicí